# Jordbävningen i Salta 1948
Jordbävningen i Salta 1948 var en stor jordbävning som inträffade i Saltaprovinsen, Argentina den 25 augusti 1948 klockan 06:09:23. Den uppmättes till magnituden 7,0 på Richterskalan. Epicentrum låg öster om provinsen, med ett djup på 50 kilometer. Den kändes med intensiteten IX på Mercalliskalan (VIII på den modifierade Mercalliskalan).
Jordbävningen orsakade stora skador på egendom i flera städer öster och sydöst om Salta, samt i Jujuyprovinsen, och drabbade båda provinsernas huvudstäder. 2006 inträffade den senaste större registrerade jordbävningen i nordvästra Argentina.